# Margrete Auken
Margrete Auken (ur. 6 stycznia 1945 w Aarhus) – duńska polityk, teolog, posłanka do Parlamentu Europejskiego VI, VII, VIII i IX kadencji. Matka Idy Auken, siostra Svenda Aukena.

## Życiorys
Ukończyła w 1971 studia teologiczne na Uniwersytecie Kopenhaskim, w 1972 została pastorem w kościele we Frederiksbergu. W latach 1979–1990 i 1994–2004 była deputowaną do Folketingetu. Od 1982 do 1990 zasiadała w Radzie Nordyckiej, była członkinią prezydium i przewodniczącą grupy lewicowych socjalistów.
Zaangażowała się w działalność Socjalistycznej Partii Ludowej. W wyborach w 2004 uzyskała mandat posłanki do Parlamentu Europejskiego. W 2009 skutecznie ubiegała się o reelekcję. W PE przystąpiła do frakcji zielonych, zasiadając również w Komisji Transportu i Turystyki oraz Komisji Petycji. W 2014 i 2019 po raz trzeci i czwarty z rzędu była wybierana do Europarlamentu.